# Svobodnoïe (raïon de Vyborg)
Svobodnoye (russe : Свобо́дное; finnois : Kirvu) est un village du Raïon de Vyborg dans l'Isthme de Carélie en Russie.

## Histoire
La paroisse de Kirvu est fondée en 1858.
La municipalité de Kirvu est fondée en 1871.
Avant les guerres d'Hiver et de continuation, Le village Kirvu est le centre administratif de la municipalité de Kirvu de la province de Viipuri de Finlande d'une superficie de 650,9 km2.

## Population

### Évolution démographique
La démographie de Kirvu a évolué comme suit :
| Année      | 1880  | 1890  | 1900  | 1910  | 1920   | 1930  | 1940  |
| ---------- | ----- | ----- | ----- | ----- | ------ | ----- | ----- |
| population | 5 942 | 6 565 | 7 497 | 8 890 | 10 072 | 9 809 | 8 152 |

### Évacuation
À la fin de la guerre, tous ses habitants sont évacués et relogés  dans l'Uusimaa de l'Est et le Päijät-Häme à Kärkölä, Mäntsälä, Orimattila et Pukkila.

## Personnalités
Juho Niukkanen (1888–1954) et Liisi Beckmann (1924–2004) sont nés à Kirvu.